# روبرت كوبيتسا
روبرت يوزف كوبيتسا (بالبولندية: Robert Kubica)‏(ولد في 7 ديسمبر 1984 في كراكوف ، بولندا) هو أول سائق سباقات من بولندا في منافسة الفورمولا واحد. بدأ احتراف هذه السباقات في عام 2000 كسائق اختبار ضمن بطولة سيارات رينو 2000 للفورمولا . في عام 2005 تمكن روبرت من الفوز ببطولة السلسلة العالمية بواسطة رينو. مما قاده إلى سباقات الفورمولا واحد عير فريق بي ام دبليو ساوبر في عام 2006 كسائق تجارب. و في نفس العام تمكن من تثبيت مقعده كسائق سباق بدلا من زميله في الفريق جاك فيلنوف ، وذلك خلال سباق الجائزة الكبرى المجري. وفي يونيو 2008 حقق كوبيتسا فوزه الأول في الفورمولا واحد في سباق الجائزة الكبرى الكندي . ليصبح السائق 99 في سجل الفائزين بأي سباق في بطولة العالم لهذه الفئة من سباقات السيارات. وبعد قرار انسحاب بي إم دبليو من سباقات سيارات الفورمولا واحد  ، انتقل روبرت كوبيتسا إلى فريق رينو لموسم سباقات 2010